# Мажоритарний елемент
В обробці цифрових сигналів мажорита́рний елеме́нт (мажоритарний клапан, перемикач по більшості, ППБ) — це логічний елемент із класу порогових, з парною або непарною кількістю входів і одним вихідним сигналом, значення якого збігається зі значенням більшості. При парній кількості входів більшістю вважається n/2+1, відповідно n/2 більшістю не вважається. Таким чином елемент працює по «принципу більшості»: якщо на більшості входів буде сигнал «1», то і на виході елементу буде сигнал «1» і навпаки.
На основі мажоритарного елемента можна реалізувати функціонально повний набір логічних елементів.
Фізично елемент реалізовувався на основі параметронів і "твінів" - пар Гото на тунельних діодах.

## Зноски
1. 1 2  ЕК1973, с. 6.